# مارينا ليما
مارينا ليما (بالبرتغالية: Marina Lima‏) هي ملحنة ومغنية وكاتبة غنائية برازيلية، ولدت في 17 سبتمبر 1955 في ريو دي جانيرو في البرازيل.

## وصلات خارجية
- مارينا ليما على موقع IMDb (الإنجليزية)
- مارينا ليما على موقع ميوزك برينز (الإنجليزية)
- مارينا ليما على موقع أول ميوزيك (الإنجليزية)
- مارينا ليما على موقع ديسكوغز (الإنجليزية)
- مارينا ليما على موقع قاعدة بيانات الفيلم (الإنجليزية)